# 特性関数型ゲーム
特性関数型ゲーム（とくせいかんすうがたゲーム、英: game of characteristic function form）とは、ゲーム理論における協力ゲームの一部であり、協力ゲームの研究・応用上重要な部分である。特性関数型ゲームは特性関数によって表現される。
効用がen:譲渡可能な協力ゲームでは、個々のプレイヤーへの報酬は示されない。
代わりに、特性関数は各提携 (coalition) への報酬を決定する。
標準的な仮定では、空の（誰も参加しない）提携への報酬はゼロであるとする。
特性関数型の起源は、ジョン・フォン・ノイマンとオスカー・モルゲンシュテルンのゼミナール本である。
同書で、提携を許す標準型ゲームを調査しているときに、提携 {\displaystyle C} を形成する場合、
{\displaystyle C} はあたかもその補提携 ({\displaystyle N\setminus C}) と対決する二人ゲームをプレイしているかのように行動する。{\displaystyle C} の報酬は特性値である。
今では、標準形ゲームから特性値を導く上述とは異なる複数のモデルが存在するが、
特性関数型ゲームのすべてが標準型ゲームから導かれるわけではない。
形式的には、特性関数型ゲーム（TUゲームとしても知られる)は順序対
{\displaystyle (N,v)}, 
ここで {\displaystyle N} はプレイヤーの集合を表し、
{\displaystyle v:2^{N}\longrightarrow \mathbb {R} } は特性関数を表す。
引用元
1. {\displaystyle v(\varnothing )=0}
2. {\displaystyle v(S\cup T)\geq v(S)+v(T)}

ここでS と T は N の任意の非交の（交わりが空集合の）部分集合である。
関数 {\displaystyle v} は以下のとおりである。
もしも S がプレイヤーの提携で、協力に合意している場合、{\displaystyle v(S)} は
その提携からの総報酬の期待値を示す。{\displaystyle S} 以外のプレイヤーの行動とは独立である。
不等式に示される {\displaystyle v} の優加法性は協同すればするほど総報酬が増加し、
誰（単独またはグループ）が参加しても全体の報酬が減ることはない。
特性関数型は効用譲渡性を仮定できないゲームにも一般化されている。